# Miasta Naddniestrza
Według danych oficjalnych pochodzących z 2004 roku Naddniestrze miało 8 miast. Stolica Tyraspol jako jedyne miasto liczyło ponad 100 tys. mieszkańców; 2 miasta z ludnością 50÷100 tys., reszta miast poniżej 25 tys. mieszkańców.

## Miasta w Naddniestrzu
Miasta w Naddniestrzu według liczebności mieszkańców (stan na 2004):
| L.p. | Miasto              | Rejon                 | Liczba ludności |
| ---- | ------------------- | --------------------- | --------------- |
| 1.   | Tyraspol (Tiraspol) | rada miejska Tyraspol | 144 199         |
| 2.   | Bendery (Bender)    | rada miejska Bendery  | 97 027          |
| 3.   | Rybnica (Rîbnița)   | rejon Rybnica         | 53 648          |
| 4.   | Dubosary (Dubăsari) | rejon Dubosary        | 23 650          |
| 5.   | Slobozia            | rejon Slobozia        | 16 062          |
| 6.   | Dnestrovsc          | rada miejska Tyraspol | 12 382          |
| 7.   | Kamionka (Camenca)  | rejon Kamionka        | 10 323          |
| 8.   | Grigoriopol         | rejon Grigoriopol     | 10 252          |